# شاين ريان
شاين ريان (بالإنجليزية: Shane Ryan)‏ (27 أكتوبر 1993 - ) هو لاعب كرة قدم أيرلندي في مركز الهجوم. لعب مع نادي غومباك يونايتد.

## وصلات خارجية
- شاين ريان على موقع قاعدة بيانات كرة القدم.إي يو (الإنجليزية)
- شاين ريان على موقع Soccerway.com (الإنجليزية)